# Oratorio di San Silvestro
Oratorio di San Silvestro är ett oratorium i Rom, helgat åt den helige påven Silvester I. Oratoriet är beläget i anslutning till basilikan Santi Quattro Coronati i Rione Celio och tillhör församlingen Santissimo Salvatore e Santi Giovanni Battista ed Evangelista in Laterano.

## Oratoriets historia och fresker
Oratoriet uppfördes och dekorerades år 1246 på uppdrag av Stefano de Normandis dei Conti, kardinalpräst av Santa Maria in Trastevere. Det är till sin grundplan rektangulärt och har ett tunnvalv. Golvet är ett cosmatarbete. På ingångens insida sitter en lynettfresk – ett så kallat Deësis-motiv – som framställer Kristus som domare tillsammans med Jungfru Maria, Johannes Döparen och apostlarna. Nedanför denna inleds freskcykeln med scener ur den helige påven Silvester I:s liv. Den första fresken visar hur kejsar Konstantin den store har drabbats av spetälska. I den andra fresken visas hur apostlarna Petrus och Paulus uppenbarar sig för den lidande Konstantin i en dröm och uppmanar honom att bege sig till påven Silvester. Den tredje fresken på ingångssidan visar hur tre budbärare till häst sänds ut till påven. Freskcykeln fortsätter på den norra långväggen med att budbärarna finner Silvester i en eremitboning på berget Soracte. Därefter visar Silvester Konstantin en bild på Petrus och Paulus och Konstantin bekräftar att det var de som visade sig för honom i drömmen. Nästa fresk, den sjätte i cykeln, visar hur Konstantin döps av Silvester och botas från sin spetälska. Därpå överlämnar kejsaren de världsliga maktsymbolerna, bland annat umbraculum, till påven. Den fresk, som avslutar den silvestrinsk-konstantinska freskcykeln, framställer hur kejsaren leder påven, sittande på en vit häst, genom staden.
Den södra långväggens tre fresker visar hur påven uppväcker en död tjur, hur Konstantins mor Helena finner det sanna Korset samt hur Silvester befriar det romerska folket från en drake; den sistnämnda fresken är allvarligt skadad.
När skulptörernas och stenhuggarnas skrå – Confraternita dei Marmorari – övertog oratoriet år 1570, uppförde man en absid och uppdrog åt Raffaellino da Reggio att freskmåla denna. Altarfresken visar Korsfästelsen och ovanför denna framställs Bebådelsen. I takvalvet har Raffaellino utfört Frälsaren med änglar och evangelister; i pendentiven ses de fyra krönta helgonen Severus, Victorinus, Carpophorus och Severianus. Absidens vänstra vägg visar de fyra kröntas martyrium, medan den högra framställer de fem pannoniska bildhuggarnas martyrium. Dessa tvingas ner i blykistor för att kastas levande i floden Sava. På absidbågen har Raffaellino även målat påve Silvester och kejsar Konstantin.

## Fresker
| - Kejsar Konstantin döps av påve Silvester. - Kejsar Konstantin överlämnar den världsliga maktens symboler åt påve Silvester I. - Absidens takfresker. - De fyra kröntas martyrium av Raffaellino da Reggio. |